# 尼弗維爾 (紐約州)
尼弗維爾（英語：Niverville）是位於美國紐約州哥倫比亞縣的普查規定居民點。

## 人口
根據2020年美國人口普查的數據，尼弗維爾的面積為8.86平方千米，當中陸地面積為7.44平方千米，而水域面積為1.41平方千米。當地共有人口1508人，而人口密度為每平方千米170.2人。